# 신문유통원
신문유통원은 신문, 잡지, 기타 간행물의 공동 배달을 담당하는 재단법인 성격의 공익 특수법인이다. 2005년 7월 말부터 시행된 '신문 등의 자유와 기능 보장에 관한 법률'에 따라 국민의 폭넓은 언론 매체 선택권을 보장하기 위해 설립되는 법인이다. 신문공동배달제도를 위해 공동배달센터를 만들고 신문유통원에 참여한 신문사들의 신문과 잡지 등을 공동으로 배달하는 제도로서, 신문 시장의 왜곡된 유통구조를 개선하고 배달 지국 간의 과열된 경쟁에 따른 고비용 배달 체계를 개선하기 위한 취지로 마련되었다. 유통망이 부족한 신문사를 지원하고 조중동 중심의 무가지 판촉 행위를 막는 취지로 도입된 것이다. 2005년 11월에 설립되어 2006년 4월에 '1호' 센터인 광화문센터가 문을 열었고, 2008년 4월 공동배달센터 '400호'점이 개설되었다. 지속된 적자에 따른 '고비용 저효율' 구조라는 이유를 들어 2010년 한국언론진흥재단으로 통폐합되었다.